# أحمد عبد الصمد
أحمد عبد الـ صمد (15 سبتمبر 1972 - ) هو ملاكم مصري، صنّف ضمن فئة وزن ثقيل. شارك في الألعاب الأولمبية الصيفية 2000.

## وصلات خارجية
- أحمد عبد الصمد على موقع أوليمبيديا (الإنجليزية)